# Richard Socher
Richard Socher (* August 1983 in Dresden) ist ein deutscher Informatiker. Als CEO eines Start-up-Unternehmens (you.com) und ehemaliger Chefwissenschaftler bei Salesforce arbeitet er im Bereich Künstliche Intelligenz, Neuronale Netze und Deep Learning.

## Leben und Werk
Als Sohn zweier ostdeutscher Wissenschaftler wuchs Socher zeitweise in Äthiopien auf. Er legte das Abitur am Gymnasium Dresden-Plauen ab und studierte Computerlinguistik in Leipzig (Bachelor 2006) und an der Universität des Saarlandes (Master 2008). An der Princeton University und der Stanford University forschte er an neuronalen Netzwerken für die Sprachverarbeitung. 2016 wurde Socher bei Christopher Manning in Stanford zum Thema Recursive Deep Learning for Natural Language Processing and Computer Vision promoviert. Socher lehnte das Angebot einer Stelle als Assistant Professor in Princeton ab.
2014 gründete er das Start-up-Unternehmen Metamind, das 2016 von Salesforce übernommen wurde, wo Socher bis 2020 als Chefwissenschaftler tätig war.
Im Juli 2020 kündigte er an, seine Position bei Salesforce zu verlassen, um zusammen mit Bryan McCann das Startup SuSea zu gründen. Unter dem Namen You.com arbeiten sie an einer neuen Suchmaschine. Er ist weiterhin als Berater für Salesforce tätig.
Im September 2020 zeichneten die beiden Journalisten Jochen Wegner und Christoph Amend im Rahmen von Alles gesagt? unter dem Titel Was denken Maschinen? einen Interviewpodcast mit Socher auf, der in seiner vollen Länge von 8 Stunden und 17 Minuten am 26. November veröffentlicht wurde.
Am 26. April 2024 erhielt er die Ehrendoktorwürde der Fakultät Informatik der Technischen Universität Dresden für seine herausragenden Leistungen in den Bereichen Deep Learning und Natural Language Processing.
Socher lebt im Silicon Valley.